# Hospital Geral de Taipas
O Hospital Kátia de Souza Rodrigues também conhecido como Hospital Geral de Taipas (HGT) é um centro hospitalar localizado no bairro da Parada de Taipas, Subprefeitura de Pirituba, na Zona Norte paulistana. Foi construído pelo governo paulista e inaugurado oficialmente em 3 de novembro de 1991.

## Origem do nome
Kátia de Souza Rodrigues era uma moradora da Parada de Taipas, embora nascida no distrito de Perus em 26 de dezembro de 1972. Em agosto de 1988, quando era uma estudante de apenas quinze anos de idade, Kátia sofreu um acidente ao ser atropelada por um veículo em Taipas, vindo a falecer no dia dezessete daquele mês. Apesar de desolados, os familiares da jovem decidiram doar todos os órgãos possíveis de Katia: os rins, as córneas, o fígado e o coração. A louvável atitude comoveu todo o bairro, a opinião pública e, igualmente, o Conselho de Saúde.
No ano seguinte, enquanto o hospital ainda estava em construção, foi decidido através da Lei 30.868 de 4 de dezembro de 1989 (com forte apoio do Conselho de Saúde) que o novo centro hospitalar do bairro se chamaria Hospital Kátia de Souza Rodrigues em sua homenagem.
Além do hospital, Kátia também é lembrada por uma pequena travessa localizada em Santana, também na Zona Norte da cidade, cedendo seu nome ao logradouro.

## Dados
O Hospital atende aos bairros de Parada de Taipas, Perus, Jaraguá, Pirituba e parte da Vila Brasilândia, o que todos esses bairros juntos, conseguem somar a quantia de, aproximadamente, 758.000 habitantes.
Atualmente, conta com:
- 220 leitos [2]
- Clínica Médica
- Pediatria
- Clínica de reabilitação mental
- Necrotério
- Berçário
- Banco de Sangue
- Unidade de Terapia Intensiva (UTI) adulta e infantil
- 1.300 funcionários (médicos de várias especialidades, enfermeiros, auxiliares de enfermagem e oficiais administrativos)
- 28.000 atendimentos por mês realizados pelo Pronto Socorro
- 600 tomografias por mês